# Stenotothorax dilaticollis
Stenotothorax dilaticollis är en skalbaggsart som beskrevs av Saylor 1935. Stenotothorax dilaticollis ingår i släktet Stenotothorax och familjen Aphodiidae. Inga underarter finns listade i Catalogue of Life.